# Pressão positiva contínua na via aérea

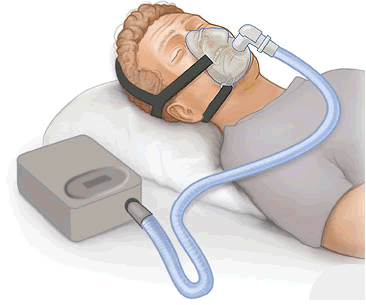
Aparelho para terapia CPAP com gerador de pressão, mangueira e máscara facial

Pressão positiva contínua na via aérea (CPAP, do inglês continuous positive airway pressure) é uma forma de ventilação por pressão positiva na via aérea em que é aplicada continuamente pressão de ar nas vias aéreas de forma a mantê-las abertas em pessoas que são capazes de respirar espontaneamente, mas que necessitam de apoio para manter as vias aéreas desobstruídas. A CPAP é geralmente usada no tratamento de problemas respiratórios, como apneia do sono, ou em bebés prematuros cujos pulmões não estão ainda totalmente desenvolvidos.